# Rybnoe
Rybnoe (anche traslitterata come Rybnoye o Rybnoje) è una cittadina della Russia europea centrale (Oblast' di Rjazan'), situata sul fiume Voža, 18 chilometri a nordovest del capoluogo; è capoluogo del Rybnovskij rajon.
Fondata nel 1597 con il nome di Rybino (Рыбино), fu dichiarata città nel 1961.

## Società

### Evoluzione demografica
Fonte: mojgorod.ru
- 1897: 1.500
- 1959: 10.200
- 1970: 17.300
- 1989: 18.700
- 2002: 19.150
- 2006: 19.000